# 4 Songs
4 Songs è un EP dei The Bats pubblicato nel 1988 in Nuova Zelanda e in Europa dalla Flying Nun Records.

## Tracce
Testi e musiche di Robert Scott.
1. North by North (Remix)
2. Straight Through My Heart
3. Get Fat
4. Best Friends Brain

## Musicisti
- Paul Kean (basso, voce)
- Malcolm Grant (batteria)
- Robert Scott (voce, chitarra)
- Kaye Woodward (voce, chitarra)